# Tlachichuca
Tlachichuca är en ort i Mexiko.   Den ligger i kommunen Tlachichuca och delstaten Puebla, i den sydöstra delen av landet, 180 km öster om huvudstaden Mexico City. Tlachichuca ligger 2 616 meter över havet och antalet invånare är 7 096.
Terrängen runt Tlachichuca är kuperad österut, men västerut är den platt. Runt Tlachichuca är det ganska tätbefolkat, med 120 invånare per kvadratkilometer. Närmaste större samhälle är Ciudad Serdán, 14,2 km söder om Tlachichuca. Trakten runt Tlachichuca består till största delen av jordbruksmark.